# Werenczanka
Werenczanka (ukr. Веренчанка) – wieś na Ukrainie, w obwodzie czerniowieckim, w rejonie czerniowieckim, siedziba hromady. W 2001 liczyła 3701 mieszkańców, wśród których 3680 wskazało jako ojczysty język ukraiński, 12 rosyjski, 4 mołdawski, 2 rumuński, 1 niemiecki, a 2 inny.

## Urodzeni
- Włodzimierz Rachmistruk